# Theodor Herzl Chair
Theodor Herzl Chair je česko-izraelský nadační fond, který podporuje působení izraelských vědců na Masarykově univerzitě v Brně. Je pojmenován po sionistickém mysliteli Theodoru Herzlovi a doplňuje nadační fond Masaryk Distinguished Chair, který od roku 2011 podporuje působení českých vědců na Herzlijském interdisciplinárním centru (Interdisciplinary Center Herzliya) ve městě Herzlija v Izraeli. Masarykově univerzitě umožňuje zřizovat pracovní místa, o která se mohou na dobu dvou týdnů až šesti měsíců ucházet zájemci z Izraele.
Nadační fond je financován izraelskou vládou, která jej podpořila částkou 460 tisíc dolarů, přičemž ustanovení fondu bylo dohodnuto v květnu 2012 na společném zasedání Nečasovy a Netanjahuovy vlády v Praze. K jeho slavnostnímu zahájení došlo 29. dubna 2013 v brněnské vile Tugendhat, kde byla příslušná dohoda podepsána českým ministrem školství Petrem Fialou a izraelským velvyslancem Ja'akovem Levym.